# شمال وجنوب (مسلسل قصير)
شمال وجنوب (بالإنجليزية: North and South)‏ هو مسلسل دراما بريطاني من إنتاج BBC. عرض بشكل 4 حلقات على بي بي سي وان من 14 نوفبمر إلى 5 ديسمبر 2004. يتبع المسلسل قصة مارغريت هيل (دانييلا دنبي-آش)، امرأة شابة من الريف في جنوب إنجلترا تنتقل هي وعائلتها للعيش في الشمال ذو الطباع الصناعي. فيتوجب مارغريت وعائلتها التأقلم مع عادات المدينة. القصة تلقي الضوء على قضايا الطبقات الاجتماعية، حيث يصدم تعاطف مارغيت لعمال مطحنة هناك مع مشاعرها المتزايدة تجاه مالك المطحنة، جون ثورنتون.
المسلسل مبني على الرواية الفكتورية شمال وجنوب للكاتبة إليزابيث غاسكل. كتب سيناريو المسلسل ساندي ويلش وأخرجه برايان برسيفال.

## روابط خارجية
- شمال و جنوب على موقع IMDb (الإنجليزية)
- شمال و جنوب على موقع روتن توميتوز (الإنجليزية)
- شمال و جنوب على موقع Turner Classic Movies (الإنجليزية)
- شمال و جنوب على موقع أول موفي (الإنجليزية)
- شمال و جنوب على موقع فيلمافينيتي (الإسبانية)
- شمال و جنوب على موقع قاعدة بيانات الأفلام السويدية (السويدية)
- شمال و جنوب على موقع ليتربوكسد (الإنجليزية)
- شمال و جنوب على موقع كينوبويسك (الروسية)
- شمال و جنوب على موقع ألو سيني (الفرنسية)
- شمال و جنوب على موقع قاعدة بيانات الفيلم (الإنجليزية)